# Smartwatch

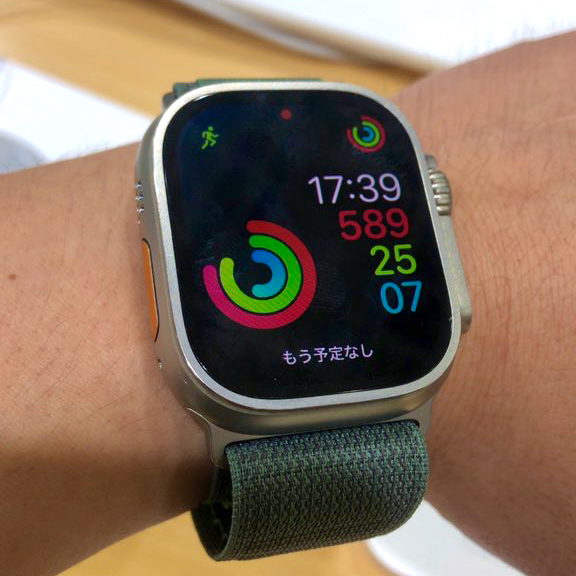
Un Apple Watch Ultra, uno Smartwatch del 2022 prodotto dalla Apple Inc.

Uno smartwatch, smart watch o orologio intelligente è un dispositivo indossabile nella forma di orologio da polso. Tipicamente offre numerose funzionalità aggiuntive rispetto a quelle caratteristiche di un orologio da polso. Spesso viene accoppiato ad uno smartphone per sfruttarne a pieno le potenzialità.
Nella forma minimale di un braccialetto, con display minimale e funzionalità ridotte (tipicamente cronometro, controllo di parametri fisiologici e attività fisica, notifiche), viene chiamato smartband.
Mentre i primi modelli erano in grado di eseguire solo operazioni di base come, ad esempio, calcoli, traduzioni e giochi, gli smartwatch più moderni sono dei veri e propri computer indossabili. Molti smartwatch eseguono applicazioni, mentre un numero minore di modelli hanno un sistema operativo per dispositivi mobili e funzionano come lettori multimediali portatili, offrendo riproduzione di radio FM, audio e file video attraverso un auricolare Bluetooth. Alcuni smartwatch sono chiamati orologio-telefono perché, come un cellulare, hanno piena capacità di rete e possono effettuare o rispondere alle chiamate.
Successivamente sono stati prodotti gli smartband o braccialetti intelligenti, simili agli smartwatch anche se generalmente più semplici e meno versatili; questi articoli (smartwatch e braccialetti intelligenti) assumono il nome di sportwatch nel caso in cui dispongano di funzioni specifiche o dedicate che rendono il dispositivo incentrato alle attività sportive.

## Descrizione
Quasi tutti gli orologi intelligenti di ultima generazione sono dotati di schermo tattile, usato per dare comandi oltre che per visualizzare le informazioni fornite dall'orologio intelligente. Proprio la qualità dello schermo, e in particolare la sua leggibilità al sole, è uno dei parametri fondamentali nel giudicare la qualità di un orologio intelligente. Alcuni produttori, in particolare Pebble, hanno deciso di puntare sulla tecnologia carta elettronica per gli schermi degli orologi intelligenti: da una parte ciò garantisce una maggiore durata della batteria e una migliore visibilità al sole; d'altra parte però uno schermo con carta elettronica è meno brillante e può visualizzare una gamma di colori minore rispetto ai classici schermi LCD o OLED.

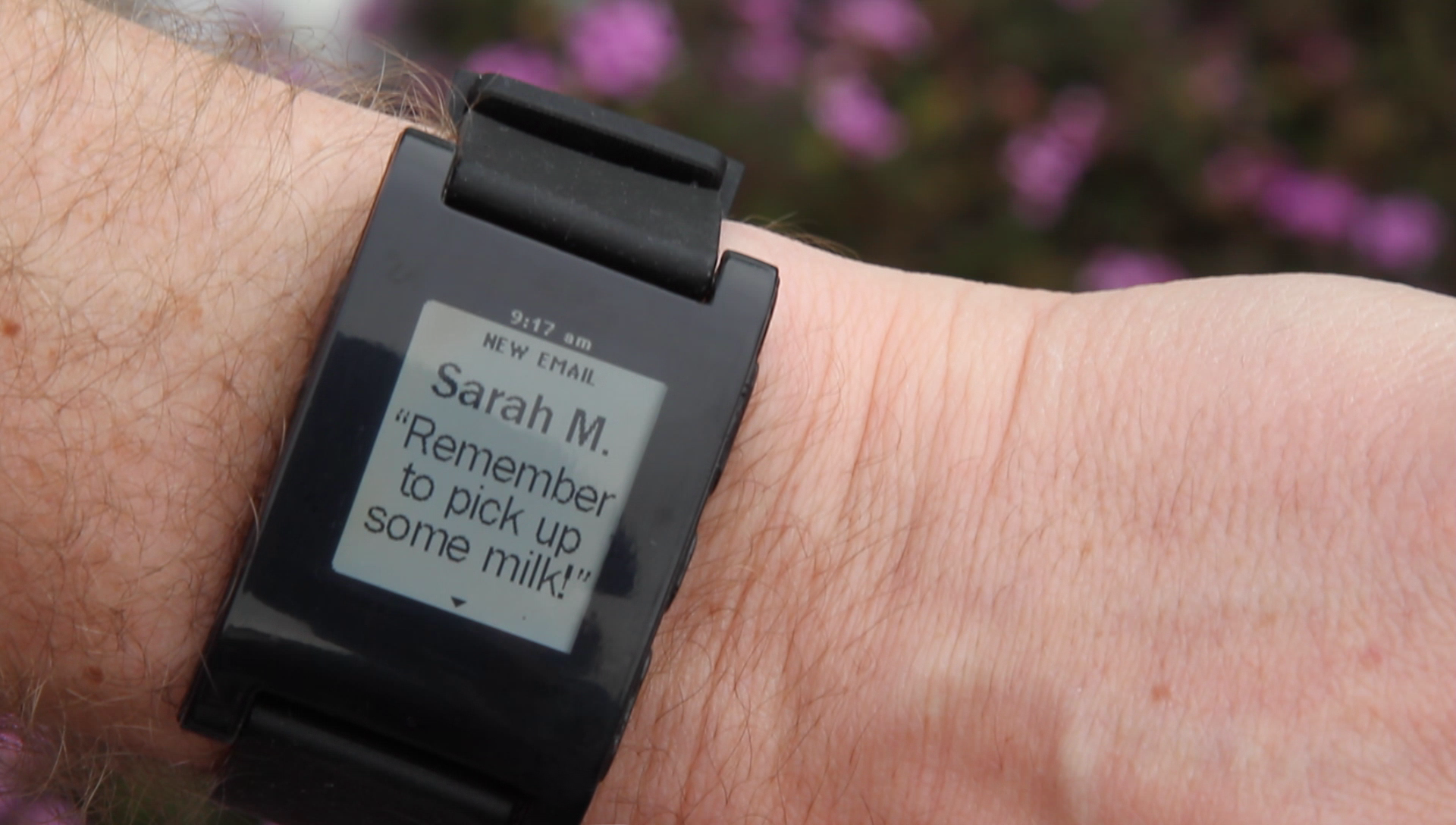
Pebble, smartwatch del 2013 che comunica con l'utente attraverso lo smartphone collegato con il Bluetooth

Tali dispositivi possono includere caratteristiche come fotocamera, accelerometro, termometro, cardiofrequenzimetro, altimetro, barometro, bussola, cronografo, calcolatrice, cellulare, schermo tattile, navigazione GPS, Map display, infografica, altoparlante, calendario, orologio, SDcard che sono riconosciute come memoria di massa da un computer, e batterie ricaricabili. Può anche comunicare con cuffie senza fili, head-up display, microinfusore, microfono, modem ed altri dispositivi.
A motivo delle numerose funzioni che un singolo orologio intelligente può possedere, il suo utilizzo può presentare problemi di privatezza per l'utente, che può potenzialmente essere geolocalizzato e monitorato nelle sue abitudini di consumo e gusti personali attraverso tecniche di pubblicità comportamentale, come evidenziato da Federprivacy nel marzo 2015, sulla base dello studio condotto dall'Università di Pisa in collaborazione con l'Università dell'Essex, e l'Harvard Medical School (Stati Uniti).

## Storia
Il primo orologio che diede il via alla creazione di un oggetto intelligente, anche se completamente diverso dagli attuali "smartwatch", è, secondo molti, il Seiko Pulsar NL C01 del 1982, con solo 24 cifre d'informazione.

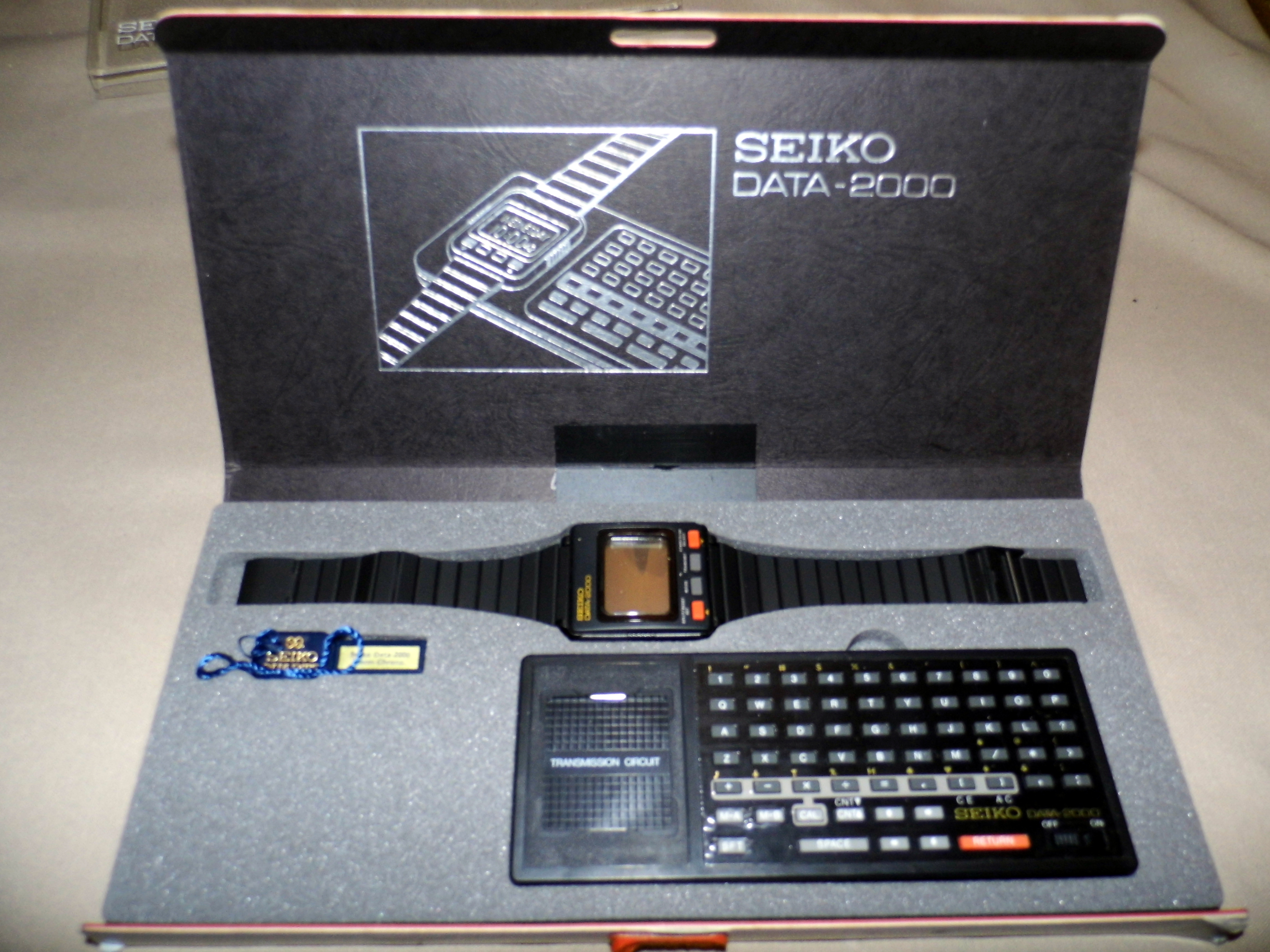
Seiko Data-2000 con tastiera di programmazione, 1984

Successivamente, Seiko (che tra l'altro aveva creato nel 1972 il P1, primo orologio con schermo LED) continuò a produrre orologi avanzati per l'epoca, come il Data 2000 (1983) programmabile tramite tastierino esterno a connessione elettromagnetica (coppia di spire inglobate nei due dispositivi), il RC 1000 (1984), compatibile con i primi Macintosh e col Commodore 64; l'orologio-cercapersone Receptor (1990) e il Ruputer (1998), con processore 16 bit, 128 KB di RAM e possibilità di essere programmato in linguaggio C.
Tra fine anni '80 e inizio 2000 altri marchi produssero rudimentali smartwatch, come Casio (con i DataBank), Timex, Samsung e Citizen. Microsoft produsse dal 2004 al 2008 lo SPOT, che restava in collegamento col web col broadcast FM (quello delle radio a onde medie), informando l'utente sulle ultime notizie e sui suoi messaggi, senza però poter rispondere. A introdurre il Bluetooth fu Samsung nel 2009 col Watch Phone. Tra gli altri telefoni da polso o watch phone ci fu l'LG GD910.
Nel 2010 ci fu l'esplosione degli smartwatch, col Sony Ericsson LiveWiew per Android, Allerta InPulse per BlackBerry OS. Nel 2011 Motorola diede inizio agli orologi per il fitness e per l'ascolto musicale con il Motoactv.
Nel 2012 il Pebble fu il primo orologio intelligente economico ed ebbe successo immediato, grazie ai 10 milioni di dollari raccolti dall'azienda su Kickstarter, alla leggerezza (solo 40 grammi) e allo schermo e-paper. Tra gli altri smartwatch dal 2012 in poi ci furono i WIMM, il Martian a comando vocale, i dispositivi a metà tra orologio tradizionale e smartwatch (come i Cogito Watch).

I big del settore smartphone non tardarono a capire che l'ultima tendenza era quella degli orologi smart e così Samsung iniziò a produrre la serie Gear, mentre dal 2014 Google creò Android Wear, ovvero la versione per indossabili del suo noto sistema operativo. Il 22 luglio 2014 Xiaomi lanciò nel corso di un evento lo Xiaomi Mi Band, uno smartwatch dalle sembianze di un braccialetto. Attualmente Android Wear è diventato il sistema di molti smartwatch di marchi quali HTC, Motorola, ASUS, LG; mentre alcuni marchi, come Alcatel e Qualcomm (Toq), hanno scelto di usare OS proprietari per i loro indossabili.
Nel 2015 Apple è entrata in questo settore con l'Apple Watch, con il sistema operativo proprietario watchOS.

## Hardware
Gli smartwatch possono essere divisi in 4 categorie:
1. Sport: include funzioni come pedometro, consumo di calorie, bussola, GPS e previsioni del tempo.
2. Salute: per il monitoraggio del battito cardiaco, temperatura corporea e del sonno.
3. Sicurezza: include GPS, SOS, comunicazione di emergenze e rilevamento di caduta.
4. Notifiche: principalmente offre sincronizzazione con lo smartphone, ad esempio SMS, chiamate, email e promemoria.

Tutte le funzioni devono essere coordinate dalla MCU (Micro Control Unit), che controlla i vari sensori e le unità di processamento. Il processore, i sensori, il chipset Bluetooth, il processore grafico, il GPS, il giroscopio e altre funzioni sono tutte gestite dalla MCU.

### Piattaforma di sviluppo
La produzione degli smartwatch richiede un SoC (System on Chip) dedicato. La tabella sottostante illustra le funzioni chiave di alcune piattaforme disponibili.
| Azienda           | Piattaforma | Funzionalità                                                                                             |
| ----------------- | ----------- | --- |
| Broadcom          | WICED       | Connettività Wireless (WiFi, Bluetooth, NFC, GPS)                                                        |
| Intel             | Edison      | Dimensioni piccole e basso consumo                                                                       |
| Freescale         | WaRP        | Piattaforma aperta, flessibile e facile da espandere                                                     |
| Texas Instruments | Meta Watch  | Sviluppo veloce di applicazioni collegate allo smarwatch e che possono connettersi a smartphone e tablet |
| CSR               | 1012        | Tempo di lavoro lungo                                                                                    |
| MediaTek          | LinkIt      | Processo di sviluppo accelerato                                                                          |
| Ingenic           | Newton      | Basso consumo e alte prestazioni                                                                         |

### Sensori
I sensori sono una parte molto importante di uno smartwatch, perché sono la fonte primaria da cui i dispositivi indossabili raccolgono i dati.
Tipicamente si possono dividere i sensori in 3 categorie principali:
1. Sensori di movimento: accelerometro, giroscopio, sensore geomagnetico, sensore di pressione atmosferica.
2. Biosensori: include sensori per il rilevamento di parametri come glucosio, pressione sanguigna, ECG, EMG, temperatura corporea.
3. Sensori ambientali: temperatura, umidità, gas, PH, ultravioletto, pressione.

Un sensore rileva i dati e li trasferisce alla CPU o al processore del display.
Nella tabella sottostante si trovano i 10 produttori leader di sensori.
| Azienda            | Sensori                                                                                         |
| ------------------ | ----------------------------------------------------------------------------------------------- |
| Freescale          | Accelerometro                                                                                   |
| BOSCH              | Accelerometro a basso consumo                                                                   |
| Sitronix           | Sensore di luce ambientale e di prossimità                                                      |
| MEMSIC             | Accelerometro, geomagnetico                                                                     |
| Silicon Labs       | Sensore UV                                                                                      |
| MCUBE              | Sensore 3D-G, bussola, giroscopio                                                               |
| DMT                | Sensore di movimento MEMS, accelerometro 3-assi, giroscopio 3-assi, sensore di movimento 6-assi |
| Texas Instruments  | Sensore di temperatura                                                                          |
| InvenSense         | Sensore di inerzia 9-assi                                                                       |
| STMicroelectronics | Accelerometro 3-assi                                                                            |

### Processore
La maggior parte degli smartwatch utilizza un'architettura ARM (Advanced RISC Machines). Comparato a quelli dei computer di casa o dei portatili, il processore di uno smartwatch deve avere un consumo elettrico più basso e deve occupare molto meno spazio sulla board.
MediaTek è il chipset più utilizzato, ma non è progettato specificamente per gli smartwatch. Dall'altro lato, Qualcomm sta producendo ora una gamma di processori disegnati apposta per dispositivi indossabili: Snapdragon Wear 2100, Snapdragon Wear 1100.

### Wireless Chipset
I chipset wireless sono un'altra parte molto importante di uno smartwatch. La maggior parte dei trasferimenti di dati avviene via wireless tramite Bluetooth, WiFi, NFC e GPS. Data la piccola dimensione di uno smartwatch, molti produttori preferiscono chipset che integrano direttamente Bluetooth, WiFi e GPS. Broadcom, Qualcomm, CSR e MediaTek sono i produttori leader del settore.

### Schermo
Ci sono 4 tipi di schermi usati negli smartwatch: LCD tradizionali, LCD Sharp Memory, E-ink e OLED. Qualcomm ha introdotto inoltre uno schermo con tecnologia MEMS e Samsung ha introdotto il suo Soft Screen. I più usati sono LED e e-ink perché hanno un basso consumo elettrico.
La tabella sottostante mostra le caratteristiche principali dei vari tipi di schermo.
| Schermo                                       | Caratteristiche                                                                                               |
| --------------------------------------------- | --- |
| E-ink                                         | Tecnologia matura, consumo molto basso, prezzo alto, non può essere usato al buio senza fonte di luce esterna |
| LCD tradizionale                              | Prodotto maturo, molto usato, prezzo basso                                                                    |
| LCD transflettivo                             | Prodotto maturo, ottima visibilità anche con forte illuminazione esterna, prezzo basso                        |
| MEMS (Interferometric modulator display, ecc) | Aggiustamento automatico in base all'ambiente, tecnologia immatura, consumo basso, prezzo alto                |
| OLED                                          | Consumo più basso rispetto allo schermo LCD tradizionale, immagine di alta qualità, prezzo alto               |
| Sharp Memory LCD                              | Consumo basso, prezzo alto, refresh rate alto comparato allo schermo e-ink                                    |
| Soft Screen                                   | Tecnologia immatura, poco usato, prezzo alto                                                                  |

## Sistemi operativi

### Wear OS
Wear OS è una versione del sistema operativo Android, di Google, appositamente creata per gli smartwatch e per gli altri dispositivi indossabili (wearables). La prima release fu pubblicata il 18 marzo 2014. Accoppiando uno smartphone con versione 4.3 o superiore, Android Wear integra la tecnologia di Google Now e notifiche del telefono, oltre che la possibilità di scaricare applicazioni dal Google Play Store. Supporta Bluetooth, Wi-Fi e molte altre funzionalità e applicazioni.

### watchOS
watchOS è il sistema operativo dello smartwatch Apple Watch, sviluppato da Apple. È basato sul sistema operativo iOS e ha molte funzioni simili. La prima release fu pubblicata il 24 aprile 2015, insieme all'Apple Watch. La seconda versione, watchOS 2, che include supporto per applicazioni native di terze parti e altri miglioramenti, fu pubblicata il 21 settembre 2015. Il 13 settembre 2016 viene rilasciato watchOS 3, con migliori prestazioni, nuove watch faces e app di sistema.

### Tizen
Tizen è un sistema operativo basato sul kernel Linux e la libreria C GNU. Funziona su molti dispositivi, inclusi smartphone, tablet, computer, smartwatch e molti altri. L'obiettivo è quello di offrire una consistente user experience in tutti i tipi di dispositivo. Tizen è un progetto della Linux Foundation ed è controllato da Technical Steering Group (TSG).

### AsteroidOS
AsteroidOS è un sistema operativo open source per smartwatch. È progettato come una distribuzione standard Linux con tecnologie come: Qt5, Wayland, Bluez5, OpenEmbedded and Libhybris. L'obiettivo è quello di fornire un sistema operativo libero e alternativo per dispositivi indossabili e che garantisca un maggiore livello di privacy e controllo.

### Ubuntu Touch
Ubuntu Touch è una versione mobile del sistema operativo Ubuntu sviluppato da Canonical e dalla comunità Ubuntu. È progettato principalmente per dispositivi mobile touchscreen come smartphone, tablet o smartwatch.

### Pebble OS
Pebble OS è il sistema operativo appositamente creato per gli smartwatch Pebble e sviluppato da Pebble Technology Corporation. Pebble è uno smartwatch open source ed è compatibile con tutti gli smartphone con il sistema operativo Android o iOS. Nel 2013 fu finanziato con 10.2 milioni di dollari tramite una campagna di crowdfunding su Kickstarter.